# Euphorbia evansii
Euphorbia evansii es una especie fanerógama perteneciente a la familia de las euforbiáceas. Es endémica de Sudáfrica.

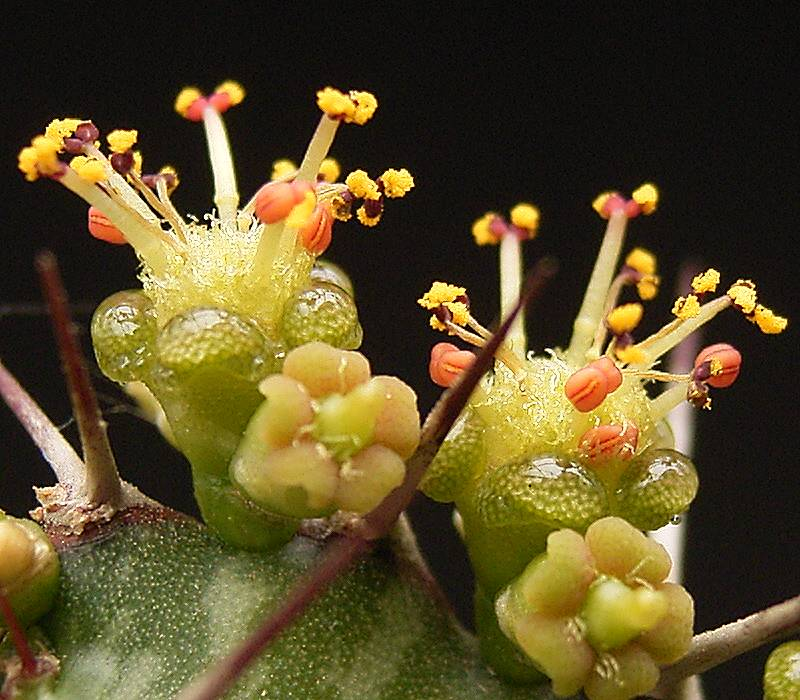
Ciato

## Descripción
Es un árbol perenne suculento  con una corona espesa de ramas sin hojas, espinoso en la parte superior, plana y con dos ramas en ángulo o de 3 a 4 en ángulos rectos, glabras, de color verde, los ángulos con alas, más amplia en el centro, con dientes marcadamente sinuosos, triangulares.

## Taxonomía
Euphorbia evansii fue descrita por Ferdinand Albin Pax y publicado en Botanische Jahrbücher für Systematik, Pflanzengeschichte und Pflanzengeographie 43: 86. 1909.
Etimología
Euphorbia: nombre genérico que deriva del médico griego del rey Juba II de Mauritania (52 a 50 a. C. - 23), Euphorbus, en su honor – o en alusión a su gran vientre –  ya que usaba médicamente Euphorbia resinifera. En 1753 Carlos Linneo asignó el nombre a todo el género.
evansii: epíteto otorgado en honor del botánico galés Illtyd Buller Pole-Evans (1879 - 1968).